# 큰귀자유꼬리박쥐
큰귀자유꼬리박쥐(Otomops martiensseni)는 큰귀박쥐과에 속하는 박쥐의 일종이다. 앙골라, 중앙아프리카공화국, 코트디부아르, 지부티, 에티오피아, 가나, 케냐, 말라위, 르완다, 남아프리카공화국, 탄자니아, 우간다, 예멘, 잠비아, 짐바브웨에서 발견되며 마다가스카르섬에서도 서식하는 것으로 추정된다. 자연 서식지는 아열대 또는 열대 기후 지역의 건조림과 습윤 저지대 숲, 습윤 산지림, 건조 사바나 지역, 경작지, 농장이다. 서식지 감소로 위협을 받고 있다.